# Josef Kubíček (politik)
Josef Kubíček (8. července 1888 Velké Poříčí – 14. srpna 1935 Praha) byl československý politik a meziválečný poslanec Národního shromáždění za Republikánskou stranu zemědělského a malorolnického lidu (agrárníky).

## Biografie
Podílel se na činnosti České agrární společnosti, která sdružovala intelektuály a odborníky napojené na agrární hnutí.
V letech 1918-1920 zasedal v Revolučním národním shromáždění. V parlamentních volbách v roce 1920 se stal poslancem Národního shromáždění. Na poslanecký mandát rezignoval roku 1923. Místo něj do sněmovny nastoupil Jan Valášek. Podle údajů k roku 1920 byl profesí poslancem v Praze.
Kubíčkova kandidatura v roce 1920 do parlamentu vyvolala ostrý a veřejný nesouhlas Josefa Holance (bývalý agrárnický poslanec Českého zemského sněmu), který dokonce kvůli tomu dočasně koketoval s odchodem ze strany a s přestupem k agrární opozici. Od 12. května 1922 byl Kubíček předsedou správní rady banky Bohemia. V roce 1924 byl obžalován ze zpronevěry v kauze banky Bohemia. Měl si totiž ponechat částku 2 800 000 Kč, kterou mu banka poskytla na získání většiny v akciové společnosti Griotte. Ještě v roce 1932 soudy řešily kauzu úpadku této Banky a Kubíček byl jedním ze souzených manažerů tohoto finančního ústavu. Byl ale osvobozen.
Josef Kubíček studoval v letech 1907-1917 na Právnické fakultě Univerzity Karlovy v Praze.